# Olyra retrorsa
Olyra retrorsa là một loài thực vật có hoa trong họ Hòa thảo. Loài này được Soderstr. & Zuloaga mô tả khoa học đầu tiên năm 1989.